# 茨木市立山手台小学校
茨木市立山手台小学校（いばらきしりつ やまてだい しょうがっこう）は、大阪府茨木市にある公立小学校。
茨木市北部のニュータウン・茨木サニータウンの開発に伴い、茨木市で25番目の公立小学校として1978年に開校した。サニータウン全域を校区とする。

## 沿革
- 1978年4月1日 - 茨木市立山手台小学校として開校。
- 1978年4月25日 - 校舎・屋内運動場完成。この日を創立記念日とする。
- 1980年2月5日 - 校歌制定。
- 1998年 - 茨木市教育委員会より、同和教育の研究校に指定される。
- 2005年 - 茨木市教育委員会より、国語教育の研究校に指定される（2006年度まで）。
- 2005年 - 茨木市教育委員会より、IT教育の研究校に指定される。

## 通学区域
- 大阪府茨木市 山手台1丁目 - 7丁目、山手台東町、山手台新町1丁目 - 3丁目

卒業生は基本的に茨木市立北陵中学校に進学する。

## 著名な出身者
- 桂吉弥 - 落語家（3年時に豊中市立上野小学校より転入）
- 萩原佳 - 衆議院議員

## 交通アクセス
- 阪急バス（JR茨木・阪急茨木 - 茨木サニータウン行） 幼稚園前バス停下車。